# Yann Genty
Yann Genty (Enghien-les-Bains, 26 de diciembre de 1981) es un jugador de balonmano francés que juega de portero en el AEK Atenas. Es internacional con la selección de balonmano de Francia.
Con la selección debutó en un torneo internacional en el Campeonato Europeo de Balonmano Masculino de 2020, a la edad de 38 años.

## Palmarés

### Chambéry
- Copa de Francia de balonmano (1): 2019

### PSG
- Liga de Francia de balonmano (2): 2021, 2022
- Copa de Francia de balonmano (2): 2021, 2022

## Clubes
| Club                     | País    | Año         |
| ------------------------ | ------- | ----------- |
| Billère Handball         | Francia | 2006 - 2008 |
| Aurillac HB              | Francia | 2008 - 2010 |
| Istres OPH               | Francia | 2010 - 2012 |
| Cesson-Rennes MHB        | Francia | 2012 - 2014 |
| Chambéry Savoie Handball | Francia | 2014 - 2020 |
| PSG                      | Francia | 2020 - 2022 |
| Limoges Hand 87          | Francia | 2022 - 2023 |
| USM Saran                | Francia | 2023 - 2024 |
| AEK Atenas               | Grecia  | 2024 - Act. |